# Bathurstov otok
Bathurstov otok (angleško Bathurst Island) je nenaseljen otok v Kanadskem arktičnem otočju na severu Kanade, s površino 16.042 km² eden od večjih kanadskih otokov in 54. največji otok na svetu. Leži na južnem robu Otokov kraljice Elizabete, severne skupine otočja, severno od Parryjevega preliva. Skupaj z okoliškim ozemljem spada pod upravo kanadske dežele Nunavut.
Večina površja je v obliki planote iz sedimentnih kamnin, ki dosega nekaj čez 300 m n. v., obale pa so močno razčlenjene, pri čemer izstopata Erskineov in Mayev zaliv, ki se zajedata globoko proti notranjosti. Za zahodni »polotok« je sprva veljalo, da je del glavnega otoka (skupaj z njim bi Bathurstov otok meril prek 18.000 km²), kasneje pa se je izkazalo, da gre za niz samostojnih otokov. Številne formacije skrilavca in muljevca ter mokrišča na površju dajejo zatočišče živim bitjem, zato je na otoku razmeroma veliko rastlinstva, ki podpira tudi pestro združbo živali. Poleg ptičev v gnezditveni sezoni med drugim živijo tu populacije moškatnega goveda, ogrožene lokalne podvrste karibuja, arktičnih volkov in arktičnih lisic, v priobalnem morju pa so opazili različne vrste tjulnjev, mrože, enoroge ter grenlandske kite.
Kot pomemben habitat za živa bitja v visoki Arktiki in postojanka za selivke je bila ožina v sredini Bathurstovega otoka že leta 1982 razglašen za Ramsarsko mokrišče mednarodnega pomena, leta 1985 pa zaščiten tudi na nacionalni ravni kot Polar Bear Pass National Wildlife Area. Leta 2015 je bil ustanovljen še narodni park Qausuittuq, ki obsega severozahodni del otoka s priobalnimi vodami in nekaj manjšimi bližnjimi otoki v tem delu, tako da je zdaj zaščiten znaten del ozemlja.
V letih približno med 1960 in 1980 se je čez ozemlje otoka proti severu premikal severni magnetni tečaj.
Na južnih delih so odkrili ostanke aktivnosti Inuitov, stare 4500 let. Prvi Evropejci, ki so ugledali otok, so bili člani odprave britanskega raziskovalca Williama Parryja leta 1819. Parry ga je poimenoval po Henryju Bathurstu, 3. vojvodi Bathurstskem, ki je bil v začetku 19. stoletja britanski sekretar za vojno in kolonije. Kasneje so ga obiskovali razikovalci, ki so iskali sledi pogrešane odprave Johna Franklina, natančneje pa je bil kartiran šele po drugi svetovni vojni. Od leta 1968 na otoku stoji biološka raziskovalna postaja, stalnih prebivalcev pa nima.